# Argosari (Ayah)
Argosari is een bestuurslaag in het regentschap Kebumen van de provincie Midden-Java, Indonesië. Argosari telt 3975 inwoners (volkstelling 2010).